# Lugar da Pinta
O Lugar da Pinta está localizado na freguesia de Vermoim, concelho da Maia, Portugal e é atravessado pela  Estrada Nacional EN14.
Durante o Império Romano passava por este lugar, a via que ligava Cale a Bracara Augusta.